# Saar-Gogne
Saar_Gogne  è un comune del Ciad situata nel dipartimento di Ngourkosso, provincia del Logone Occidentale.